# Cornulaca
Cornulaca (sinònim Comulaca) és un gènere de plantes amb flors dins la família amarantàcia. Són plantes natives del nord d'Àfrica i dels sud-oest asiàtic. Hi ha unes onze espècies incloent Cornulaca arabica i Cornulaca monacantha que s'anomena Had en àrab i Tazara en tuareg.

## Descripció
Petits arbusts de fulles alternades. Flors solitàries o en grups de poques flors

Són plantes que viuen en terrenys sorrencs i en dunes i són un important aliment de la fauna salvatge com els Oryxs i les gaseles

## Taxonomia
| - Cornulaca alaschanica - Cornulaca amblyacantha - Cornulaca arabica - Cornulaca aucheri - Cornulaca ehrenbergii - Cornulaca korshinskyi | - Cornulaca leucacantha - Cornulaca monacantha - Cornulaca muricata - Cornulaca setifera - Cornulaca tragacanthoides |